# ゴーストリコン アドバンスウォーファイター2
『ゴーストリコン アドバンスウォーファイター2』(Ghost Recon: Advanced Warfighter 2,)は、ユービーアイソフトから発売されたトム・クランシー作、ゴーストリコンシリーズとなる7作品目のゲームソフト。
通称 GRAW2 （グラウ・ツー）。
プレイヤーの目的はゴーストと呼ばれるアメリカ軍特殊部隊を率い、72時間以内にメキシコ反乱軍を鎮圧し、国家を核兵器攻撃から回避させることである。
国外ではPSPでも発売されている。プロットは大体同じであるが、ゲームそのものはある程度アレンジが施されている。

## イントロダクション
前作ゴーストリコン アドバンスウォーファイターでの綿密なグラフィックが更に強化され、部隊だけでなく武器などにおいても徹底した描き込みがされており、より戦場における臨場感を作り出している。またコマンドインターフェイス「クロスコム」をはじめとするシステムや共に戦うリコン部隊のAIが強化され、難易度も調整されて、総合的なゲームバランスは向上している。
アメリカ軍の全面協力により、ゲーム内に登場する武器・装備技術等を忠実に再現している。
今作もXbox 360向けとPlayStation 3向けの「コンシューマ版」、Windows向けの「PC版」、とマルチプラットフォームで発売されている。現時点ではWindows用の日本語版は発売されていない。
PlayStation 3版は後発の為、ミッションやマルチプレーヤーマップなど様々な要素が追加される。2007年8月17日、PLAYSTATION Storeにてフルハイビジョン（1080p）画質のプロモーションムービー日本語版が配信された。

## ストーリー
2013年にメキシコシティで起こった反乱。及びメキシコ・アメリカ両大統領が誘拐された事件は、ゴーストリコン部隊の活躍により終結した。しかし2014年、今度は別の反乱軍が先の事件に触発されてアメリカとメキシコの国境付近でテロ活動を開始したのである。しかも今回の反乱軍はNBC兵器（核生物化学兵器）を保有しているとの噂もある。
直ちに米大統領は反乱の鎮圧とNBC兵器の存在を確認し、存在した場合はそれを除去するようスコット・ミッチェル率いるゴースト部隊へ出動を要請した。
───タイムリミットは、72時間───
クーデターの首班カルロス・オンティベロスが死亡したにもかかわらず、メキシコ全土の反乱はとどまるところを知らず、内乱の波はさらにラテンアメリカ諸国に拡大し、パナマ運河は閉鎖された。 
スコット・ミッチェル大尉と彼のゴーストチームはメキシコに戻り、メキシコのチワワ州と国境都市シウダー・フアレスにまで達した反乱に対抗し続けるよう命令を受ける。 
ジョシュア・キーティング将軍はミッチェルに、アメリカ国内への攻撃を防ぐだけでなく、反乱軍の新リーダー、フアン・デ・ラ・バレラがダーティーボムを所持していることを示唆する情報も調査しなければならないと告げる。
さらにキーティングは、メキシコとアメリカ間の現在の国際条約に加え、議会が軍事行動を取りたがらないため、ゴーストは国境を越えて活動することが公式に認められておらず、アメリカが合法的に紛争に参入できるようになるまで、多くの支援を提供することはできないと付け加える。
シウダー・フアレス郊外の山岳地帯に到着したミッチェルは、ヒメネス大佐率いる忠実なメキシコ政府軍兵士の反乱軍陣地攻撃を支援し始める。 
戦闘の最中、キーティングとバーンズ中尉は、デ・ラ・バレラが盗まれたウクライナのレッドスターIV核弾頭3発を所持しており、パナマ運河の貨物船から持ち出されたパキスタン製のカシミールII弾道ミサイルと組み合わせて米国に使用する計画であることを明らかにする。 
ミッチェルはヒメネスの部隊が軍事拠点となっているスーパーマーケットを確保する手助けをする。確保直後、核弾頭のひとつがスーパーマーケットの地下で炸裂し、周辺は放射線に包まれた。
核弾頭がフアレスにあることが確認されたため、キーティングはミッチェルに、ヒメネスの残存戦力を支援し、デ・ラ・バレラの情報と他の弾頭の隠し場所をアメリカ側に提供することに同意したメキシコ人ジャーナリストを救出するよう命じる。
ゴーストはジャーナリストの救出に成功したものの、彼らの輸送機が反乱軍を支援する傭兵によって撃墜され、ローゼン中尉を見捨てることを余儀なくされる。チームはその地域から地上脱出を果たすが、最終的に反乱軍に待ち伏せされる。
忠誠派部隊の支援を受けて、ミッチェルはキーティングとの連絡を取り戻すことに成功し、ブラックホークによって救出される。
ミッチェルはキーティングから、バランタイン米大統領とルイス＝ペーニャ・メキシコ大統領が改めて北米共同安全保障協定に調印し、米国がメキシコ内戦に公的に介入できるようになったという知らせを受ける。 
ゴーストは救出したジャーナリストの情報をもとに、行方不明の2つの弾頭の追跡を開始し、その過程でデ・ラ・バレラを殺害するが、無力化できたのは1つだけだった。
やがて、傭兵たちがテキサス州エルパソのダムを攻撃したことが諜報活動によって明らかになり、核弾頭がすでにアメリカ国内に持ち込まれたのではないかと懸念される。
バーンズ中尉は、彼らの目的はダム地下にある弾道ミサイル防衛網につながる軍事施設の破壊で、デ・ラ・バレラは合衆国の主要都市を核攻撃し、ラテンアメリカからの米軍撤退を強要するつもりだったと推測する。
バランタイン大統領は、攻撃を防ぐためにエルパソとフアレスを破壊することを望まず、ミッチェルに最後の弾頭を見つけて無力化するよう依頼する。 
重厚な支援を受け、ゴーストはメキシコに戻り、弾道ミサイルの発射場所を突き止める。ミッチェルはEMP攻撃を誘導し、最後の核弾頭の無力化に成功するが、その過程で重傷を負う。 キーティングとバランタインは彼の功績を称えた。

## シングルプレイ

### ミッションリスト
日本語版ではミッション1、2…という具合にシンプルであるが、オリジナル版にはサブタイトルがつく。
Mission 1（Need your cojones, son）
メキシコのチワワ州にあるチワワ砂漠に、反乱軍の自走砲が陣取っている。スコット・ミッチェル大尉の率いるゴースト・リコンは直ちにチワワ砂漠に降下し、これの排除に向かう。
Mission 2（Knock'em dead）
ミッチェルは単独でヘレス山岳にある反乱軍基地に潜入する。
Mission 3（Unpleasant surprise）
ブラックホーク5の銃座席に就き、反乱軍の補給基地を空から襲撃する。
一方、テラ・ヴァレラはマスコミのインタビューで「アメリカは中南米から手を引くべきだ。もし干渉を続けるのなら、彼らは最悪のサプライズを受けることになるだろう」と述べた。
Mission 4（This place is an inferno）
ゴーストがフアレスに到着すると、そこには既にメキシコ政府軍と反乱軍の戦闘により、焔となりつつあるマキラドーラ地帯があった。ゴーストは敵に追い詰められたメキシコ政府軍の援護に向かう。
そして、その地帯のマーケットには1991年にウクライナから消失した3発の核弾頭レッド・スターIVのひとつがあると判明する。
なお、タイトルの "This Place is an Inferno" （ここはインフェルノだ）はステージ開始時のジベレス大佐の台詞からきている。日本語版においては「ここは戦場だ」とストレートに意訳されている。
Mission 5（You’ll be inserted solo）
ミッチェルはフアレス市内に潜入して単身キュベレス大佐をサポートする。
Mission 6（The price of peace）
ゴーストはとある重要な情報提供者を保護するため、メキシコ政府軍と協力してランデヴーポイント一帯の対空兵器を一掃し、回収部隊の安全を確保する。
撤収地点でブラックホーク5がパナマの傭兵隊のヘリコプターに攻撃され墜落。
ミッチェルは激しい攻撃の中味方のハンヴィーで脱出する。
Mission 7（On your own）
ミッチェルらゴーストの乗ったハンヴィーが砂漠で撃破され彼は一時意識を失っていたがラモン・ベガというメキシコ政府軍兵に助けられ、ミッチェルの命を狙う反乱軍をラモン・ベガと共に倒しながら撤収地点へ向かう。
Mission 8（Failure is NOT an option!）
ミッチェルの搭乗するブラック・ホークは墜落したブラックホーク5に搭乗していたローゼンら乗組員の救出にやってきた。しかしそこには乗員どころか残骸もなく、既に反乱軍によって持ち去られた後であった。
一方、地上からそのヘリの救出に向かっていた部隊が反乱軍と鉢合わせしてしまう。ミッチェルはその救出部隊を上空から援護する。
Mission 9（Get me Rosen）
反乱軍に持ち去られたヘリの残骸を処分し、敵の捕虜となったローゼンを救出する。
Mission 10（Who the hell are these guys?）
残りの核弾頭の位置が判明し、反乱軍の拠点に攻撃を加える米軍。ゴーストは友軍の航空攻撃に備え、敵の対空兵器を破壊しに向かう。
そしてブラボー・チームとの連携で二つ目の核弾頭を無力化するが、テラ・ヴァレラと最後の核弾頭がまだ発見されていなかった。
Mission 11（Codenamed Farallon）
傭兵部隊は最後の核弾頭とともに、テキサス州のエルパソにある浄水施設を乗っ取った。ゴーストはこれを排除するべく、味方歩兵部隊と協力して浄水施設へと向かう。
Mission 12（Just shut up and do your job）
最後の核弾頭が発射秒読みに入る中、ゴーストは米軍戦車隊と航空支援を受け国境を突破。核弾頭を積んだミサイルランチャーの破壊を試みる。
サブタイトルの "Just Shut up..." は「黙ってお前の仕事をしろ」であるが、日本語吹き替えでは「いいから撃て」と分かりやすく翻訳されている。

### 登場人物

#### ゴースト部隊（アメリカ陸軍第7特殊部隊）
スコット・ミッチェル（Scott Mitchell）
1976年8月13日生まれ オハイオ州ヤングタウン出身 階級は大尉
ゴースト部隊のリーダーで、プレイヤーが直接操作するキャラクター。
ボスニア、コソボなど数々の紛争に参加しており、それらの経験と卓越した技能を駆使してゴースト部隊を率い最前線に赴く。
「何事にも全力を尽くす」を信条としており、それは戦場においても遺憾なく発揮される。
彼は、本作の親類であるエンド・ウォー、同じく親類のトムクランシーズ H.A.W.X.にも出演。
ジョー・ラミレス（Joe Ramirez）
1978年12月12日生まれ カリフォルニア州ロサンゼルス出身 階級は軍曹
ライフル兵 通信担当
メキシカンアメリカンの第1世代として幼少の頃に南カリフォルニア州へ移民。旋工業で働いていた経歴を持つ。兵士としてはパキスタンやペシュトゥンで活躍している。一度は退役したが、デスクワークに耐えかねて戦線復帰した。
マーカス・ブラウン（Murcus Brown）
1983年6月11日生まれ イリノイ州シカゴ出身 階級は軍曹
機銃兵 重支援担当
裕福な家庭で育ち、カレッジフットボールの選手でありながら大学を中退してまで軍隊入りした変わり者。強情でやや口の悪い面がある。
アリシア・ディアス（Alicia Diaz）
1981年8月28日生まれ テキサス州レインチ出身 階級は軍曹
狙撃兵
大農場主の娘として奔放に生きてきた語学堪能で旅行好きな女性。喋りにテキサス訛りがあるのが特徴。人懐っこい性格なのだが、普段はクールに振舞っている。
ポール・スミス（Paul Smith）
1988年4月19日生まれ カリフォルニア州モドック出身 階級は軍曹
ライフル兵

#### アメリカ軍
ジョッシュ・ローゼン
アメリカ陸軍所属。階級は中尉。UH-60 ブラックホークに同乗してゴースト部隊の運搬、及び部隊への情報・支援機器の提供を担当する。ミッション6で、搭乗していたブラックホーク5が墜落し捕虜となるも、ミッション9でミッチェルらゴーストチームに救助される。救助された後もブラックホーク9に搭乗し、最後までミッチェルを支援する。
キーティング
アメリカ陸軍将軍。当初は北米安全保障協定が締結されていなかったために建前上メキシコへの軍事介入やゴースト部隊の存在を否定しながら現地指揮本部にて作戦の指示を行う。ストーリー後半に保障協定が締結され、ミッチェルに充分な支援を与えた。
バーンズ
アメリカ軍。階級は中尉。アメリカ本国から、ゴーストを情報面で支援する。
デリック・パーカー
ミッション10でミッチェルの指揮下に入る。ライフル兵。通信でキーティングは、パーカーとカークランドの二人をキュベレス大佐の部下と言っていた。
K.C.カークランド
パーカーと同じく、大尉の指揮下に入る。ライフル兵。
ゴースト ブラボーチーム
今回もミッチェル大尉の支援のもと、ミッション10で核弾頭の捜索及び解体を行う。
ハンヴィードライバー
ストーリーの随所でゴーストチームの輸送及び回収を行う。ミッチェルをメキシコのアメリカ軍基地まで運んだのも彼。ミッション7のムービー中に敵のヘリの攻撃を受け戦死。そのためミッション11の完了後にミッチェルをハンヴィーに乗せたのは別のドライバー。
ストライカー装甲車ドライバー
ミッション4はキュベレス大佐の部下の、ミッション10ではストライカーセブンというコードネームのドライバーが登場し、両者ともミッチェル大尉の指揮下に入る。
F-15Eパイロット
ミッション4及び10・12の終盤でミッチェル大尉らゴーストチームを長距離支援する。ミッション12ではブラックジャガーリーダーというコードネームで登場。
AH-64 アパッチパイロット
ミッション6でのみ指揮下に入るAH-64 アパッチのパイロット。

### アメリカ・メキシコ政府
バランタイン大統領
アメリカ合衆国大統領。前作ではメキシコ、カナダとの安全保障協定において反乱軍に誘拐されたがゴースト部隊によって救出される。今回も同協定の調印式目前で別の反乱が起きた事を知り、ゴースト部隊へ出動を要請する。
ルイス・ペナ大統領
メキシコ大統領。彼も前作で反乱軍に誘拐されたがゴースト部隊によって救出されている。今作では北米安全保障協定に調印するためワシントンを訪れている。

### メキシコ軍
キュベレス大佐
メキシコ政府軍の大佐。ミッション4で敵反乱軍戦車に苦戦していたところを、ミッチェルらゴーストチームに救われ、その後もゴーストの作戦を支援し続けた。ミッチェル大尉のことをセニョールゴーストと呼ぶ。
ホセ・グティエレス
ミッション6でミッチェル大尉の指揮下に入る、メキシコ政府軍兵士。ライフル兵。
ディエゴ・ヒメネス
グティエレスと同じく、大尉の指揮下に入るメキシコ政府軍兵士。ライフル兵。
ラモン・ベガ
窮地に陥ったミッチェルを支援した謎の人物。なお、前々ステージ（ミッション6）でミッチェルと共に戦ったメキシコ軍正規兵の一人（ヒメネス）に酷似しているが別人である。ライフル兵。

### 反乱軍・傭兵部隊
デラ・ヴァレラ
北米安全保障協定に反対し各地で反乱を起こさせた今回の首謀者。協定を破棄し米軍が中南米から全面撤退しなければ核による攻撃を行うと脅迫するもののストーリー終盤にミッチェルらアメリカ軍に追いつめられハヴォックに搭乗して逃走するがミッチェルが乗るブラック・フォークのミニガンで撃ち落とされ死亡する。
ガブリエル・アルバロ
パナマにアジトを持つ傭兵部隊のトップ。デラ・ヴァレラと結託してアメリカ、メキシコの国境沿いでテロ活動を起こす。1991年にウクライナから消えていた3発の旧ソ連製核弾頭を手に入れ、密かにメキシコへと持ち込んでいた。

## オンラインプレイ

### マップ
- AFTERMATH
- BACK ALLEY
- CALDERA
- CRASH SITE
- EMBASSY
- FORT
- HEADQUARTERS
- HIDEOUT
- HYDRODAM
- LAGOON
- LOCKS
- MONUMENT HILL
- NOWHERE
- OUTPOST
- PIPELINE
- RIVERBANK
- SHORELINE
- STATION
- THE CUT

THROWBACK PACK (復刻パック1) 
- Bonfires
- Desert Gulch
- Fishing Village
- Jungle Mines
- Mountain Base
- Mountain Falls
- Peninsula

 THROWBACK PACK 2 (復刻パック2) 
- Government District
- Bunkers
- Ghost Village
- Aral Sea
- River Depot
- Boneyard
- Rocky Cove

### モード
Team
- Team Elimination
- Team Territory
- Team Objective
- Team Battle
- Team Mission

Solo 
- Solo Elimination
- Solo Territory
- Solo Objective

Co-op
- Co-Op Elimination
- Co-Op Territory
- Co-Op Objective
- Coop Exfiltrantion
- Campaign

## 支援機器 (ガジェット)
クロスコム2.0
前作から登場したコマンド用インターフェイス。隊員同士だけでなく本部や各種支援機ともリンクしており、それらの通信映像・音声はすべてヘッドアップディスプレイに映し出される。今作では機能が大幅に強化され、リンク先のカメラ映像をディスプレイ全体（つまり視野全体）に表示させ、ダイレクトに遠隔操作することが可能となっている。
UAV サイファー
Unmanned Aerial Vehicle（無人航空機）の略称である小型偵察機。上空から撮影した地上の映像をクロスコムへ表示させる。前作では指定位置への移動と撮影指示しかできなかったが、今回は撮影中の移動操作が可能となっている。
MULE（ミュール）
今作で初登場となる6輪の小型無人車両。クロスコムによる移動指示で自動操縦される。「荷運びラバ」の愛称通り、車内に火器・弾薬・応急キットを搭載している。

## 登場する武器

### シングル・オンライン共通武器
H&K MP5
シングルプレイではサブウェポンとして装備できる。マルチではサイレンサー付きモデルが使用可。
M9
9x19mm弾を使用。装弾数15発。
Px4 Storm
4.6x30mm弾使用のモデル。装弾数20発。
Rx4 Storm
6.8×43mm弾使用のモデル。装弾数28発。
Cx4 Storm
4.6x30mm弾使用のモデル。装弾数25発。
M95
壁を貫いて敵を狙撃することができる対物ライフル。
G36
メキシコ軍、反乱軍共に使用している。ゲーム内での表記は「36Kカービン」と記載。
M468
M4カービンの6.8×43mm弾バージョン。装弾数28発。
ミニミ軽機関銃
M249の発展型である、“MK48” が登場する。シングルプレイ、マルチプレイ両方に登場。
FN SCAR
アサルト・ライフル。グレネード・ランチャーを装備したモデルも使用可能。
Scar-L、Scar-Hの両方が使用可能で、それぞれ最大保持弾数も発射音も異なる。
Mk14 EBR
M14の近代改修バージョン。ストックがEBR(Enhanced Battle Rifle)ストックになっている。3倍スコープを装備。装弾数20発。

### シングルプレイ専用武器
FN P90
シングルプレイのみに登場。衛生兵のアレックス・ノーランが標準装備。

### マルチ・オンライン専用武器
M16
A4ライフルの名称でマルチプレイのみに登場。M16A4にM203グレネードランチャーを標準装備。単発、三連射の切り替えが可能。フルオート射撃は不能。
SA80
マルチプレイのみに登場。グレネード・ランチャーを装備したモデルも存在する。
FA-MAS
マルチプレイモードのみに登場。グレネードランチャーを装備したモデルも存在する。
ステアーAUG
マルチプレイのみに登場。3倍スコープを装備。
AK-47シリーズ
マルチプレイのみに登場。ストックを省略したAK-47S、75発のドラム・マガジンを装備したRPKなども登場する。
サコーM60軽機関銃
マルチプレイに登場する。
ドラグノフ狙撃銃
敵兵からも回収が可能。
SR-25
マルチプレイのみに登場。サイレンサーを装備したモデルもある。
クレイモア地雷
マルチプレイで使用できる地雷。
他多数

## 登場車両
M1エイブラムス
アメリカ軍と反乱軍の戦車として登場。何故メキシコ反乱軍がアメリカ製戦車を保有するかについては、前作の冒頭のニュースで語られる。アメリカ軍側ではミッチェルの指揮下に入る場面が2度ある。
M2ブラッドリー歩兵戦闘車
ゲーム中に指揮下に入ることはない。メキシコ政府軍の車両として登場するが、橋を通過中に反乱軍の攻撃を受け炎上。他はエルパソにて住民の避難誘導活動に従事している。
ストライカー装甲車
アメリカ軍、メキシコ軍で用いられる装甲車。度々指揮下に加わる。
ピラーニャ
装甲車。“LAV III” の名称でマルチプレイのキャンペーンにて友軍車輌として登場。
ハンヴィー
頻繁に登場する車両。
今回はイベントで時折これに乗り込むことがある。
VBL装甲車
パナール。前作同様、反乱軍で使用される車両。シングルプレイ、マルチプレイの両方に登場する。
ガンナー（射手）を無力化すると、一目散に逃げていく。
タイヤは射撃でパンクさせることが可能で、ライフルでも車体を破壊することが出来る。
92式装輪装甲車
反乱軍が使用する装甲兵員輸送車輌。マルチプレイのみに登場する。
ゼウス・ロケット以外でも対物ライフル、各種グレネード・ランチャーでも破壊が可能。

## 登場する航空機
F-15
空爆を要請するとやってくる戦闘機。
リトルバード
小型の攻撃ヘリコプター。2門のガンポッドを装備し、空中から援護してくれる。
AH-64 アパッチ
戦闘ヘリコプター。今回指揮下に加わるのは1回のみ。
マルチプレイヤー・キャンペーンの『ステーション』では一定の条件を満たすと上空から援護してくれる。
UH-60 ブラックホーク
アメリカ軍の輸送ヘリコプター。ゴーストのブラックホークはやや仕様が異なり、M134ガトリングガンを装備している。
ハヴォック
反乱軍、傭兵部隊の戦闘ヘリコプター。クーデターの首謀者であるデラ・ヴァレラがストーリー終盤で搭乗して逃走を図るがミッチェルが乗るブラック・フォークのミニガンで撃ち落とされることになる。
Mi-17
輸送ヘリコプター。反乱軍にて幅広く使用される。
V-22オスプレイ
ミッション1終了後のムービーで登場。ヘリコプターモード。機体側面部にゴーストのマークがある。
CH-47 (航空機)
ミッション2終了後のムービーで登場。メキシコ軍が使用。

## PSP version
- メキシコのジャングルのステージがある。
- ミッチェル一人での行動になっている。

## そのほか
メキシコで反乱が起き、内戦が勃発するという内容から、シウダー・フアレスの市長は本作を「卑劣なゲーム」と述べた。更に、フアレス等では発売中の本作を回収するという動きまで見られていた。
Xbox 360日本語版は、海外版とのクロスリージョン対戦に問題が発生している。またオフラインでも下記のようなバグがあったが、2007年9月5日にアップデートパッチが配信され問題は解決された。ただし、Xbox Liveを使用できないユーザーはアップデートが出来ず問題が解決されていない。
- 4面と10面で隊員を移動できなくなる。
- 爆発などエフェクトが多くかかるシーンでは処理落ちする。
- 達成条件を満たしてもミッションが終了しない場合がある。
- 味方のアクション（命令・死亡等）が重なるとフリーズしやすい。
- ゲーム上の指示に従ってもクリアできない面がある。
- ステージ4.チームに対戦車兵が居る状態で、敵戦車を破壊するように指示するとミッチェルが英語（？）で喋る。
- 上記と同じ場所で、ゼウス・ロケットが発射できなくなる。
- ステージ4のクライマックスでは、敵兵が建物の中や壁等に引っかかっている。また、オリジナル版と日本語版では敵の出現パターンが微妙に異なっている。